# After the Eulogy
Albums de Boysetsfire
Coalesce / Boysetsfire
(2000) Live for Today
(2002)
After the Eulogy est le deuxième album studio de Boysetsfire, aux États-Unis. L'album est d'abord sorti en 2000 sur le label Victory Records et a été réédité sur le label Wind-Up Records en 2001.

## Liste des chansons
| No  | Titre                                        | Durée |
| --- | -------------------------------------------- | ----- |
| 1.  | After the Eulogy                             | 3:31  |
| 2.  | Rookie                                       | 4:13  |
| 3.  | Pariah Under Glass                           | 2:22  |
| 4.  | When Rhetoric Dies                           | 3:40  |
| 5.  | Still Waiting for the Punchline              | 2:23  |
| 6.  | The Abominations of Those Virtuous           | 4:43  |
| 7.  | Our Time Honored Tradition of Cannibalism    | 4:29  |
| 8.  | (Compassion) As Skull Fragments on the Wall  | 2:51  |
| 9.  | My Life in the Knife Trade                   | 4:59  |
| 10. | Across Five Years                            | 3:47  |
| 11. | Twelve Step Hammer Program                   | 2:59  |
| 12. | Unspoken Request                             | 3:24  |
| 13. | The Force Majeure                            | 3:49  |
| 14. | Timothy (seulement sur la réédition de 2001) | 4:18  |

## Apparitions de l'album
Rookie a été utilisée dans les jeux 1080° Avalanche et Legends of Wrestling.
Cette chanson a aussi été utilisée dans la section Downhill mountain biking du film de mountain bike Roam de The Collective.

## Source
- (en) Cet article est partiellement ou en totalité issu de l’article de Wikipédia en anglais intitulé « After the Eulogy » (voir la liste des auteurs).